# Mazus fukienensis
Mazus fukienensis är en tvåhjärtbladig växtart som beskrevs av Tsoong. Mazus fukienensis ingår i släktet Mazus och familjen Mazaceae. Inga underarter finns listade i Catalogue of Life.